# Medinilla ternifolia
Medinilla ternifolia är en tvåhjärtbladig växtart som beskrevs av José Jéronimo Triana. Medinilla ternifolia ingår i släktet Medinilla och familjen Melastomataceae. Inga underarter finns listade i Catalogue of Life.